# Transfermarkt
Transfermarkt.de este un site web german,  ce conține informații despre fotbal, cum ar fi scoruri, rezultate, știri despre transferuri, clasament, statistici, ș.a. Site-ul a fost fondat în anul 2000, în Germania., și în prezent este unul din cele mai mari și mai populare site-uri de sport, după kicker.de. Conform IVW, el este în top 25 cele mai vizitate site-uri germane.

## Istoric
Site-ul a fost fondat în luna mai a anului 2000, de către Matthias Seidel. În 2008, Axel Springer AG a preluat site-ul, cu o cotă parte de 51% din active. Totuși, Matthias Seidel a păstrat 49% din acțiuni. Versiunea engleză a site-ului Transfermarkt a fost creată în 2009.

## Conținutul site-ului
Site-ul conține scoruri, rezultate, știri despre transferuri, programuri, valorile de piață ale jucătorilor, etc. În pofida faptului că valorile jucător sunt estimate, în dependență de anumiți factori, s-a constatat că valorile jucătorilor sunt în mare parte corecte.